# Bayville (Nueva York)
Bayville es una villa ubicada en el condado de Nassau en el estado estadounidense de Nueva York. En el año 2000 tenía una población de 7.135 habitantes y una densidad poblacional de 1.955,9 personas por km². Bayville se encuentra dentro del pueblo de Oyster Bay.

## Geografía
Bayville se encuentra ubicada en las coordenadas 40°54′26″N 73°33′26″O / 40.90722, -73.55722. Según la Oficina del Censo, la ciudad tiene un área total de 3,8 km² (1,5 mi²), de la cual 3,6 km² (1,4 mi²) es tierra y 0,1 km² (0 mi²) (3.42%) es agua.

## Demografía
Según la Oficina del Censo en 2000 los ingresos medios por hogar en la localidad eran de $68,380, y los ingresos medios por familia eran $77,838. Los hombres tenían unos ingresos medios de $50,969 frente a los $38,304 para las mujeres. La renta per cápita para la localidad era de $33,665. Alrededor del 4.7% de la población estaban por debajo del umbral de pobreza.